# Маневровий пристрій
Маневро́вий при́стрій (англ. shunting device) — допоміжний пристрій на залізниці, який призначений для точного встановлення вагонів у певному місці. Використовується, наприклад, при вивантаженні вагонів — встановці їх над приймальними ємностями (бункерами) при достатньо великій швидкості їх переміщення в зоні вагоноперекидача у обох напрямках.

## Приклад
При розвантаженні вугілля застосування локомотива не є доцільним, використовують маневрові пристрої МУ25 і МУ25А. Ці маневрові пристрої з тяговим зусиллям 0,25 МН забезпечують точне встановлення вагонів над вугільноприймальними ямами при достатньо великій швидкості їх переміщення в зоні вагоноперекидача у обох напрямках.